# Clifton (Kansas)
Clifton é uma cidade localizada no estado americano de Kansas, no Condado de Clay e Condado de Washington.

## Demografia
Segundo o censo americano de 2000, a sua população era de 557 habitantes.
Em 2006, foi estimada uma população de 502, um decréscimo de 55 (-9.9%).

## Geografia
De acordo com o United States Census Bureau tem uma área de
1,0 km², dos quais 1,0 km² cobertos por terra e 0,0 km² cobertos por água. Clifton localiza-se a aproximadamente 59 m acima do nível do mar.

## Localidades na vizinhança
O diagrama seguinte representa as localidades num raio de 20 km ao redor de Clifton.